# Cyclopentanone
La cyclopentanone est une cétone cyclique, structurellement similaire au cyclopentane, consistant en un cycle à 5 atomes substitué par un groupe oxo. C'est un liquide clair et incolore avec une odeur de menthe.
La cyclopentanone est un réactif essentiel dans la synthèse d'autres composés comme des produits pharmaceutiques.

## Synthèse
La cyclopentanone peut être synthétisée par chauffage de sels de l'acide adipique. Elle est produite en laboratoire en distillant à sec (290 °C) l'acide adipique additionné de 5 % de Ba(OH)2. D'autres méthodes de préparation sont l'oxydation catalytique du cyclopentène avec l'oxygène ou l'oxydation du cyclopentane.

## Sécurité
La cyclopentanone est stable mais inflammable. Sa vapeur est 2,3 fois plus dense que l'air. Elle est nocive quand elle est ingérée, inhalée ou absorbée à travers la peau. C'est aussi un irritant pour la peau et le système respiratoire et un irritant sévère pour les yeux.